# Марчинська Наталя Миколаївна
Ната́лія Микола́ївна Марчи́нська (* 29 серпня 1957, м. Запоріжжя, Запорізької області — 31 січня 2013, Сімферополь, Автономна республіка Крим) — українська живописець, акварелістка і авторка витинанок.

## Біографія
1982 — закінчила Львівський державний інститут ужиткового та декоративного мистецтва (нині Львівська академія мистецтв). Там її вчителями були Коровицький Олександр Олександрович, Овсійчук Володимир Антонович.
2005-2013 — відповідальний секретар Кримської організації Національної спілки художників України.
2012— член Національної спілки художників України.

Мистецькі жанри : акварель, пастель, рисунок, витинанка.

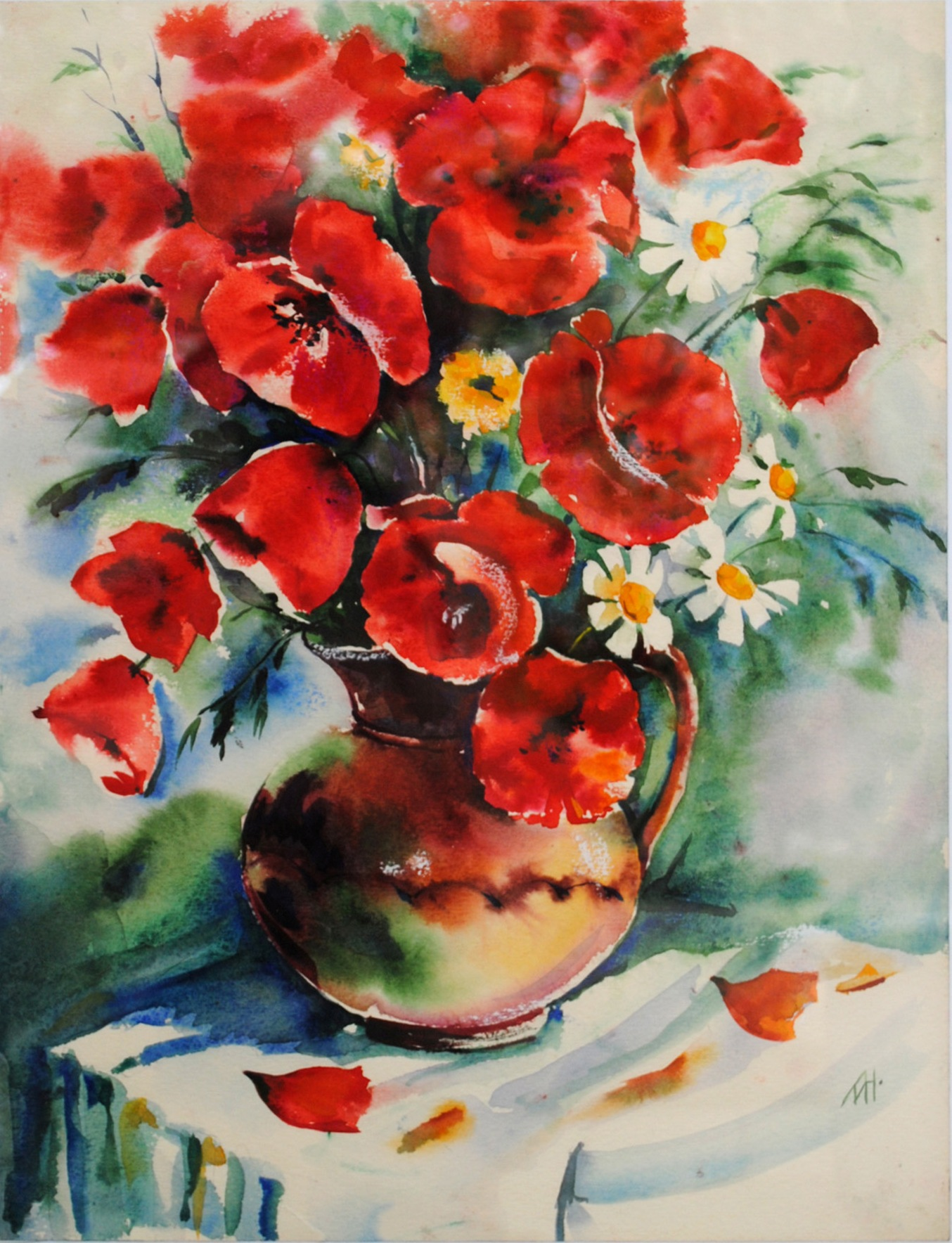
«Польові квіти (Маки)». 2001. Папір, акварель

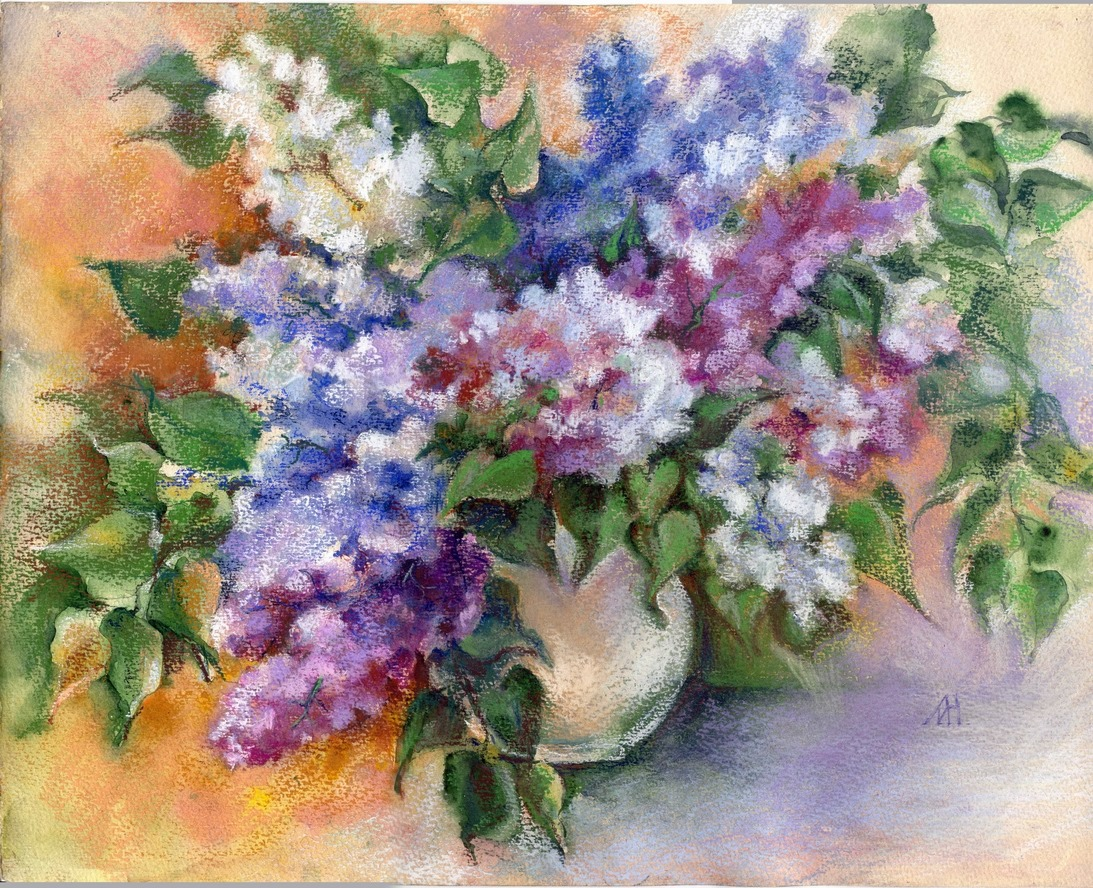
«Бузок» (2003). Папір, пастель

## Найважливіші твори

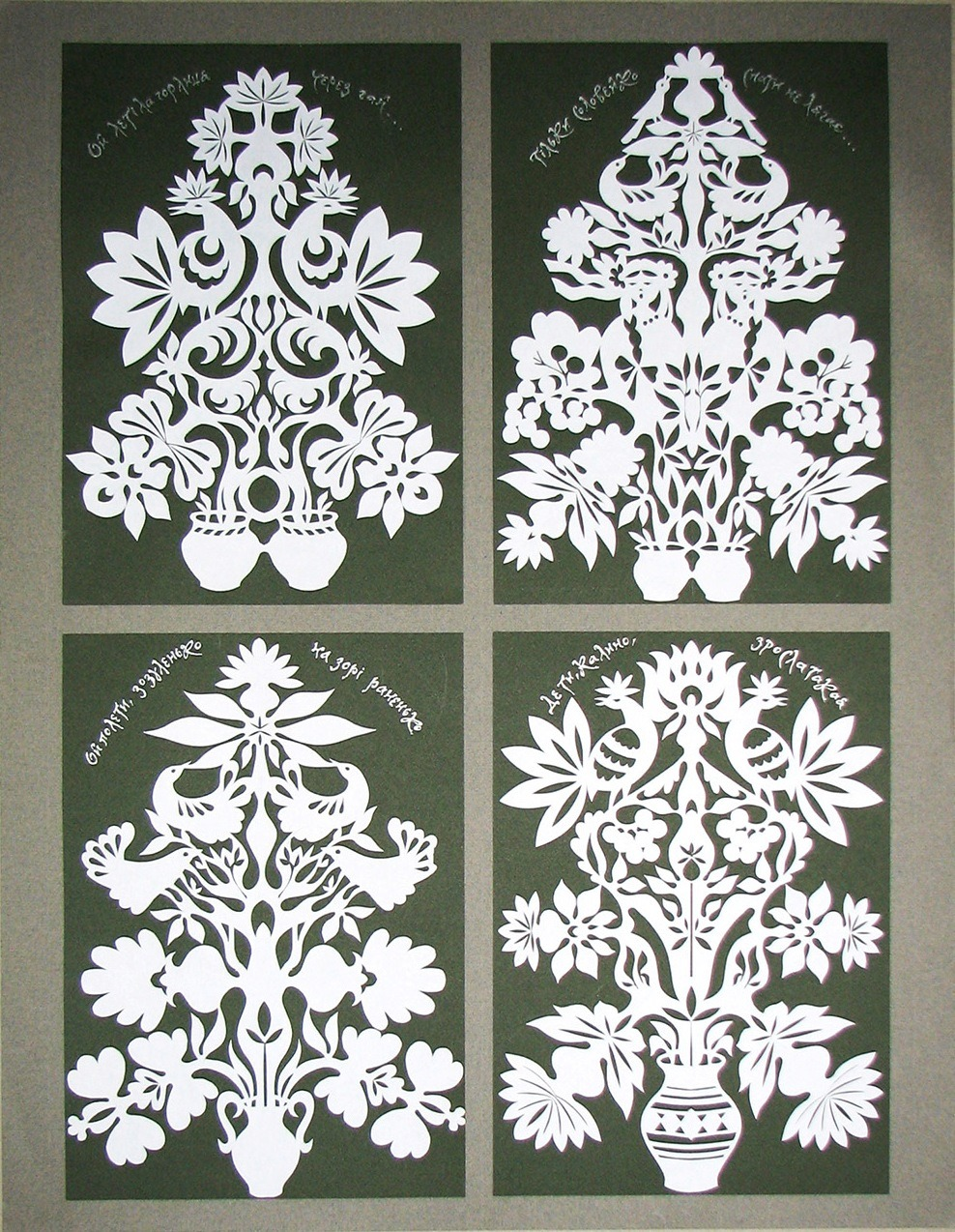
Витинанка «Бабцине вікно». 2008. Папір, витинання

- «Іриси» (1995)
- «Польові квіти (Маки)» (2001)
- «Бузок» (2003)
- витинанка «Бабцине вікно» (2008).